# スバディバ連合共和国

スバディバ連合共和国
އެކުވެރި ސުވާދީބު ޖުމްހޫރިއްޔާ

スバディバ連合共和国（スバディバれんごうきょうわこく、ディベヒ語:  އެކުވެރިސުވާދީބުޖުމްހޫރިއްޔާ）別名アドゥアン人民共和国はモルディブ南部（アッドゥ環礁、フバドゥ環礁、フヴァンムラ）にかつて存在した国家。 
「スバディバ」（Dhivehi：ސުވާދީބު）という言葉は、3つの環礁のうち最も大きいフバドゥ環礁の古代名から派生した。17世紀初頭のフランスの航海士フランソワ・ピラールは、フバドゥ諸島を「スアドゥ」と呼び、オランダ帝国の地図上では 「スバディナ」と記載されていた。
スバディバ連合共和国の分離独立運動は、未だ封建的で独裁色の強かったモルディブが近代国家として出現しようとする中で発生した。 この運動が起こった原因は、モルディブ政府の中央集権的政策と、近隣諸国のインド、セイロンの独立であった。 
1959年1月3日、スバディバ連合共和国は独立を宣言。これに対しモルディブ大統領のイブラヒム・ナシルはティナドゥに海軍艦艇を派遣し、非武装の島民に対して発砲。数百名の人々が殺害されるティナドゥの虐殺が発生した。
その後1963年9月23日にスバディバ政府は解体、モルディブの統治下に戻った。

## 概要
スバディバ連合の分離独立運動は1959年にモルディブ最南端のアッドゥ環礁で始まり、フヴァンムラとフバドゥ環礁へと広がった。しかし、1963年にスバディバ連合政府は解体され、指導者であったアブドゥラ・アフィフはセーシェルへの亡命を余儀なくされた。そして、この運動に関わった環礁は全てモルディブへと再統合された。 
スバディバをめぐる論争は、モルディブ人の間で未だに敏感な問題であり続けている。一方で、スバディバ諸島に対して支援をしようとしたイギリスに対する不信感は、モルディブの中央集権化に影響を与えている。 

## 経済
第二次世界大戦中、アッドゥ環礁のイギリス軍基地はモルディブの一時的な交易点として機能し、モルディブ政府は燃料やその他の必需品を手に入れることができた。 
モルディブ政府からの短期間の独立の後、イギリスはアッドゥ環礁に住むスバディバ人に対して振興政策を行った。彼らには、モルディブ政府、セイロン、そしてインドによって行われた貿易規制を緩和するために雇用、福祉施設、そして生活用品が供給された。 
しかし分離独立期間中にインド、セイロンの港に到着したスバディバ連合の貿易船は地元の港湾当局によって没収され、その船長と乗組員は拘留された。その結果、必要な物資の多くがスバディバ環礁に届かなくなり、島民の多くは窮乏し、無駄だと知りながら船が来るのを待って水平線を眺めていたという。